# Yoldiella nanula
Yoldiella nanula is een tweekleppigensoort uit de familie van de Yoldiidae. De wetenschappelijke naam van de soort is voor het eerst geldig gepubliceerd in 1931 door Thiele & Jaeckel.